# Chapelco
Chapelco eller Cerro Chapelco är ett bergsmassiv i  Neuquénprovinsen i sydvästra Argentina. Vintersportorten med samma namn grundades 1946 och ligger 19 kilometer från staden San Martín de los Andes. I Chapelco har bland annat deltävlingar vid världscupen i snowboard avgjorts. 

### Fotnoter
1. ↑  ”Kalender Chapelco - Snowboard”. Eurosport. 13 september 2008. Arkiverad från originalet den 23 februari 2014. https://web.archive.org/web/20140223041659/http://www.eurosport.se/snowboard/chapelco/2008-2009/calendar-result_gnd2.shtml. Läst 18 februari 2014.